# サリサリニャーマ
サリサリニャーマ（スペイン語: Sarisariñama）はベネズエラのギアナ高地にある山で、現地でテプイと呼ばれるテーブルマウンテンの一つである。孤立した生態系を育む大きな縦穴で知られる。
ボリバル州の南西の果て、ブラジルとの国境近くの、ハウア・サリサリニャーマ国立公園内に位置する。
標高 1,350 メートル。
この山はベネズエラ国内で最も辺鄙な場所の一つで、最寄の道路から少なくとも数十キロメートルは離れている。山上の穴への立ち入りは制限されており、当局の許可が必要。

## 陥没穴
ギアナ高地のテプイ群の中で、サリサリニャーマの際立った特徴は、山上の陥没穴である。ほぼ円形の陥没穴が先カンブリア時代の砂岩層中にいくつも（少なくとも八つ）生じており、地質学者にとっても生物学者にとっても謎めいた場所である。最大の穴は直径、深さ共に 350 メートルほどあり、地表からほぼ垂直に落ち込んでいる。
断崖絶壁に囲まれた穴の底は、地表と同じく鬱蒼とした森（ジャングル）だが、孤立した生態系があり、ここにしかいない動植物の固有種がみられる。
サリサリニャーマの陥没穴は1974年に発見され、調査された。デイビッド・ノット (David Nott) の書籍 "Into the Lost World" (ISBN 978-0-13-477190-8) には、この高地にヘリコプターで降り、学術調査を実施した際のことが述べられている。

## 典拠・脚注
1. 1 2 3 4 5 6  NHK (2002年7月28日). “巨大穴の謎に迫る 〜秘境・南米ギアナ高地〜 （問い合わせメモ）”. NHKスペシャル. 2009年2月28日閲覧。
2. 1 2 3 4  テレビマンユニオン; TBS (2007年3月17日). “地球最後の秘境・ギアナ高地 巨大な穴の謎”. 日立 世界・ふしぎ発見!. 2009年2月28日閲覧。
3. ↑  失われた世界へ, 1976. 金沢文庫